# Davide Bettella
Davide Bettella (Padova, 7 aprile 2000) è un calciatore italiano, difensore del Catanzaro.

## Caratteristiche tecniche
È un difensore centrale, forte fisicamente e caparbio in marcatura. Possiede un ottimo senso della posizione, è abile nell'impostare l'azione ed anche nel gioco aereo.

## Carriera

### Club

#### Inizi
Cresce nel Padova per poi passare al settore giovanile dell'Inter, dove nel 2017-2018 vince il campionato Primavera.
Il 29 giugno 2018 viene ceduto a titolo definitivo all'Atalanta per 7 milioni di €.

#### Prestito al Pescara
Il 14 gennaio del 2019 viene girato in prestito al Pescara. Il 22 aprile 2019, a 19 anni, fa il suo esordio fra i professionisti disputando da titolare la partita di Serie B pareggiata 0-0 contro il Carpi. Realizza il suo primo gol l'11 maggio successivo, nella vittoria in casa per 2-0 contro la Salernitana. Dopo le 3 presenze ottenute in campionato viene utilizzato da titolare nelle semifinali dei play-off perse contro il Verona.
La stagione successiva rimane a Pescara e viene impiegato con continuità dai tre allenatori che si susseguono in panchina; Zauri, Legrottaglie e Sottil, ottenendo 26 presenze e 1 gol in campionato. Viene impiegato anche nelle due partite dei play-out contro il Perugia, che permettono al Pescara di ottenere la salvezza.

#### Monza e prestito al Palermo
L'11 settembre 2020 l'Atalanta lo cede al Monza, neopromosso in Serie B, in prestito biennale con diritto di opzione e obbligo di riscatto al verificarsi di determinate condizioni. Esordisce con il Monza il 29 settembre, nella gara di Coppa Italia contro la Triestina. Il 19 dicembre realizza una doppietta nella gara di campionato persa 3-2 in casa della sua ex squadra del Pescara. A fine stagione il Palermo non lo riscatterà. 
Il 19 agosto 2022 viene acquistato a titolo temporaneo con diritto di opzione dal Palermo, neopromossa in Serie B.  Esordisce nella sconfitta interna per 2-3 contro l’Ascoli, partita valida per la terza giornata.
Nell'estate 2023 rientra a Monza, ma solo il 28 gennaio 2024 fa il suo esordio in Serie A, subentrando a Matteo Pessina nella sfida vinta 1-0 contro il Sassuolo.

#### Frosinone e Catanzaro
Il 30 agosto 2024, viene ufficializzato l'acquisto a titolo definitivo da parte del Frosinone, con cui firma un contratto annuale con opzione.
Il 30 luglio 2025, rimasto svincolato, viene tesserato con un biennale dal Catanzaro.

### Nazionale
Compie tutta la trafila delle nazionali giovanili italiane.
Nel 2017 partecipa all'Europeo Under-17 in Croazia, e l'anno successivo partecipa all'Europeo Under-19 in Finlandia, dove ottiene il secondo posto.
Nel 2019 prende parte al Mondiale Under-20 in Polonia, chiuso al 4º posto.
Il 14 ottobre 2019 fa il suo esordio in nazionale Under-21, nella partita valida per le qualificazioni all'Europeo 2021 vinta per 1-0 in trasferta contro l'Armenia.

## Statistiche

### Presenze e reti nei club
Statistiche aggiornate al 5 ottobre 2024.
| Stagione        | Squadra         | Campionato      | Campionato | Campionato | Coppe nazionali | Coppe nazionali | Coppe nazionali | Coppe continentali | Coppe continentali | Coppe continentali | Altre coppe | Altre coppe | Altre coppe | Totale | Totale |
| Stagione        | Squadra         | Comp            | Pres       | Reti       | Comp            | Pres            | Reti            | Comp               | Pres               | Reti               | Comp        | Pres        | Reti        | Pres   | Reti   |
| --------------- | --------------- | --------------- | ---------- | ---------- | --------------- | --------------- | --------------- | ------------------ | ------------------ | ------------------ | ----------- | ----------- | ----------- | ------ | ------ |
| 2018-gen. 2019  | Atalanta        | A               | 0          | 0          | CI              | -               | -               | UEL                | -                  | -                  | -           | -           | -           | 0      | 0      |
| gen.-giu. 2019  | Pescara         | B               | 3+2        | 1          | CI              | -               | -               | -                  | -                  | -                  | -           | -           | -           | 5      | 1      |
| 2019-2020       | Pescara         | B               | 26+2       | 1          | CI              | 2               | 0               | -                  | -                  | -                  | -           | -           | -           | 30     | 1      |
| Totale Pescara  | Totale Pescara  | Totale Pescara  | 29+4       | 2          |                 | 2               | 0               |                    | -                  | -                  |             | -           | -           | 35     | 2      |
| 2020-2021       | Monza           | B               | 17+1       | 2          | CI              | 1               | 0               | -                  | -                  | -                  | -           | -           | -           | 19     | 2      |
| 2021-2022       | Monza           | B               | 7+2        | 0          | CI              | 0               | 0               | -                  | -                  | -                  | -           | -           | -           | 9      | 0      |
| 2022-2023       | Palermo         | B               | 19         | 0          | CI              | 0               | 0               | -                  | -                  | -                  | -           | -           | -           | 19     | 0      |
| 2023-2024       | Monza           | A               | 1          | 0          | CI              | 0               | 0               | -                  | -                  | -                  | -           | -           | -           | 1      | 0      |
| ago. 2024       | Monza           | A               | 0          | 0          | CI              | 0               | 0               | -                  | -                  | -                  | -           | -           | -           | 0      | 0      |
| Totale Monza    | Totale Monza    | Totale Monza    | 25+3       | 2          |                 | 1               | 0               |                    | -                  | -                  |             | -           | -           | 29     | 2      |
| ago. 2024-2025  | Frosinone       | B               | 3          | 0          | CI              | -               | -               | -                  | -                  | -                  | -           | -           | -           | 3      | 0      |
| Totale carriera | Totale carriera | Totale carriera | 76+7       | 4          |                 | 3               | 0               |                    | -                  | -                  |             | -           | -           | 86     | 4      |

### Cronologia presenze e reti in nazionale
| Cronologia completa delle presenze e delle reti in nazionale ― Italia under 21 | Cronologia completa delle presenze e delle reti in nazionale ― Italia under 21 | Cronologia completa delle presenze e delle reti in nazionale ― Italia under 21 | Cronologia completa delle presenze e delle reti in nazionale ― Italia under 21 | Cronologia completa delle presenze e delle reti in nazionale ― Italia under 21 | Cronologia completa delle presenze e delle reti in nazionale ― Italia under 21 | Cronologia completa delle presenze e delle reti in nazionale ― Italia under 21 | Cronologia completa delle presenze e delle reti in nazionale ― Italia under 21 |
| Data                                                                           | Città                                                                          | In casa                                                                        | Risultato                                                                      | Ospiti                                                                         | Competizione                                                                   | Reti                                                                           | Note                                                                           |
| ------------------------------------------------------------------------------ | ------------------------------------------------------------------------------ | ------------------------------------------------------------------------------ | ------------------------------------------------------------------------------ | ------------------------------------------------------------------------------ | ------------------------------------------------------------------------------ | ------------------------------------------------------------------------------ | ------------------------------------------------------------------------------ |
| 14-10-2019                                                                     | Erevan                                                                         | Armenia under 21                                                               | 0 – 1                                                                          | Italia under 21                                                                | Qual. Europeo Under-21 2021                                                    | -                                                                              | 85’                                                                            |
| 19-11-2019                                                                     | Catania                                                                        | Italia under 21                                                                | 6 – 0                                                                          | Armenia under 21                                                               | Qual. Europeo Under-21 2021                                                    | -                                                                              | 63’                                                                            |
| 3-9-2020                                                                       | Lignano Sabbiadoro                                                             | Italia under 21                                                                | 2 – 1                                                                          | Slovenia under 21                                                              | Amichevole                                                                     | -                                                                              | 46’                                                                            |
| Totale                                                                         |                                                                                | Presenze                                                                       | 3                                                                              |                                                                                | Reti                                                                           | 0                                                                              |                                                                                |

| Cronologia completa delle presenze e delle reti in nazionale ― Italia under 20 | Cronologia completa delle presenze e delle reti in nazionale ― Italia under 20 | Cronologia completa delle presenze e delle reti in nazionale ― Italia under 20 | Cronologia completa delle presenze e delle reti in nazionale ― Italia under 20 | Cronologia completa delle presenze e delle reti in nazionale ― Italia under 20 | Cronologia completa delle presenze e delle reti in nazionale ― Italia under 20 | Cronologia completa delle presenze e delle reti in nazionale ― Italia under 20 | Cronologia completa delle presenze e delle reti in nazionale ― Italia under 20 |
| Data                                                                           | Città                                                                          | In casa                                                                        | Risultato                                                                      | Ospiti                                                                         | Competizione                                                                   | Reti                                                                           | Note                                                                           |
| ------------------------------------------------------------------------------ | ------------------------------------------------------------------------------ | ------------------------------------------------------------------------------ | ------------------------------------------------------------------------------ | ------------------------------------------------------------------------------ | ------------------------------------------------------------------------------ | ------------------------------------------------------------------------------ | ------------------------------------------------------------------------------ |
| 15-11-2018                                                                     | Sassuolo                                                                       | Italia under 20                                                                | 3 – 3                                                                          | Germania under 20                                                              | Elite League Under-20                                                          | -                                                                              | 80’                                                                            |
| 20-11-2018                                                                     | Katwijk                                                                        | Paesi Bassi under 20                                                           | 3 – 2                                                                          | Italia under 20                                                                | Elite League Under-20                                                          | -                                                                              | 90+2’                                                                          |
| 29-5-2019                                                                      | Bydgoszcz                                                                      | Italia under 20                                                                | 0 – 0                                                                          | Giappone under 20                                                              | Mondiali Under-20 2019 - Fase a gironi                                         | -                                                                              | 46’                                                                            |
| 7-6-2019                                                                       | Tychy                                                                          | Italia under 20                                                                | 4 – 2                                                                          | Mali under 20                                                                  | Mondiali Under-20 2019 - Quarti di finale                                      | -                                                                              | 68’                                                                            |
| 14-6-2019                                                                      | Gdynia                                                                         | Italia under 20                                                                | 0 – 1 dts                                                                      | Ecuador under 20                                                               | Mondiali Under-20 2019 - Finale 3º-4º posto                                    | -                                                                              |                                                                                |
| 10-10-2019                                                                     | Parma                                                                          | Italia under 20                                                                | 2 – 2                                                                          | Inghilterra under 20                                                           | Elite League Under-20                                                          | -                                                                              | cap.                                                                           |
| Totale                                                                         |                                                                                | Presenze                                                                       | 6                                                                              |                                                                                | Reti                                                                           | 0                                                                              |                                                                                |

## Palmarès

### Club

#### Competizioni giovanili
- Campionato Primavera: 1

Inter: 2017-2018
- Supercoppa Primavera: 1

Inter: 2017
- Torneo di Viareggio: 1

Inter: 2018